# École allemande ancienne
Pour les articles homonymes, voir École continentale.
L'école allemande ancienne, (aussi appelée école continentale) de problèmes d'échecs (1880-1930) regroupe un ensemble de problémistes qui ont privilégié les idéaux exposés pour leurs compositions par Johann Nepomuk Berger en 1884 dans son ouvrage Das Schachproblem und dessen Kunstgerechte Darstellung . En particulier, l'école continentale privilégie l'esthétique du problème (mats purs) au détriment parfois d'autres critères d'appréciation.  Conrad Bayer, qui gagna le second concours de composition de problèmes (1855 - 1857), est le fondateur de l'école selon François Le Lionnais et Ernst Maget.

## Exemples de problèmes d'échecs
Voici un problème de Johann Berger :
|   | a | b | c | d | e | f | g | h |   |
| 8 | Fou noir sur case noire f8 · Dame noire sur case blanche g8 · Roi blanc sur case blanche d7 · Pion noir sur case noire e7 · Pion noir sur case noire g7 · Pion noir sur case blanche e6 · Dame blanche sur case blanche g6 · Pion noir sur case noire h6 · Pion noir sur case blanche d5 · Pion noir sur case blanche f5 · Tour blanche sur case blanche c4 · Cavalier blanc sur case noire d4 · Pion blanc sur case noire a3 · Cavalier blanc sur case noire c3 · Roi noir sur case noire e3 · Pion blanc sur case noire g3 · Pion noir sur case blanche a2 · Pion blanc sur case blanche e2 · Cavalier noir sur case noire h2 · Fou noir sur case blanche b1 · Fou blanc sur case noire e1 | Fou noir sur case noire f8 · Dame noire sur case blanche g8 · Roi blanc sur case blanche d7 · Pion noir sur case noire e7 · Pion noir sur case noire g7 · Pion noir sur case blanche e6 · Dame blanche sur case blanche g6 · Pion noir sur case noire h6 · Pion noir sur case blanche d5 · Pion noir sur case blanche f5 · Tour blanche sur case blanche c4 · Cavalier blanc sur case noire d4 · Pion blanc sur case noire a3 · Cavalier blanc sur case noire c3 · Roi noir sur case noire e3 · Pion blanc sur case noire g3 · Pion noir sur case blanche a2 · Pion blanc sur case blanche e2 · Cavalier noir sur case noire h2 · Fou noir sur case blanche b1 · Fou blanc sur case noire e1 | Fou noir sur case noire f8 · Dame noire sur case blanche g8 · Roi blanc sur case blanche d7 · Pion noir sur case noire e7 · Pion noir sur case noire g7 · Pion noir sur case blanche e6 · Dame blanche sur case blanche g6 · Pion noir sur case noire h6 · Pion noir sur case blanche d5 · Pion noir sur case blanche f5 · Tour blanche sur case blanche c4 · Cavalier blanc sur case noire d4 · Pion blanc sur case noire a3 · Cavalier blanc sur case noire c3 · Roi noir sur case noire e3 · Pion blanc sur case noire g3 · Pion noir sur case blanche a2 · Pion blanc sur case blanche e2 · Cavalier noir sur case noire h2 · Fou noir sur case blanche b1 · Fou blanc sur case noire e1 | Fou noir sur case noire f8 · Dame noire sur case blanche g8 · Roi blanc sur case blanche d7 · Pion noir sur case noire e7 · Pion noir sur case noire g7 · Pion noir sur case blanche e6 · Dame blanche sur case blanche g6 · Pion noir sur case noire h6 · Pion noir sur case blanche d5 · Pion noir sur case blanche f5 · Tour blanche sur case blanche c4 · Cavalier blanc sur case noire d4 · Pion blanc sur case noire a3 · Cavalier blanc sur case noire c3 · Roi noir sur case noire e3 · Pion blanc sur case noire g3 · Pion noir sur case blanche a2 · Pion blanc sur case blanche e2 · Cavalier noir sur case noire h2 · Fou noir sur case blanche b1 · Fou blanc sur case noire e1 | Fou noir sur case noire f8 · Dame noire sur case blanche g8 · Roi blanc sur case blanche d7 · Pion noir sur case noire e7 · Pion noir sur case noire g7 · Pion noir sur case blanche e6 · Dame blanche sur case blanche g6 · Pion noir sur case noire h6 · Pion noir sur case blanche d5 · Pion noir sur case blanche f5 · Tour blanche sur case blanche c4 · Cavalier blanc sur case noire d4 · Pion blanc sur case noire a3 · Cavalier blanc sur case noire c3 · Roi noir sur case noire e3 · Pion blanc sur case noire g3 · Pion noir sur case blanche a2 · Pion blanc sur case blanche e2 · Cavalier noir sur case noire h2 · Fou noir sur case blanche b1 · Fou blanc sur case noire e1 | Fou noir sur case noire f8 · Dame noire sur case blanche g8 · Roi blanc sur case blanche d7 · Pion noir sur case noire e7 · Pion noir sur case noire g7 · Pion noir sur case blanche e6 · Dame blanche sur case blanche g6 · Pion noir sur case noire h6 · Pion noir sur case blanche d5 · Pion noir sur case blanche f5 · Tour blanche sur case blanche c4 · Cavalier blanc sur case noire d4 · Pion blanc sur case noire a3 · Cavalier blanc sur case noire c3 · Roi noir sur case noire e3 · Pion blanc sur case noire g3 · Pion noir sur case blanche a2 · Pion blanc sur case blanche e2 · Cavalier noir sur case noire h2 · Fou noir sur case blanche b1 · Fou blanc sur case noire e1 | Fou noir sur case noire f8 · Dame noire sur case blanche g8 · Roi blanc sur case blanche d7 · Pion noir sur case noire e7 · Pion noir sur case noire g7 · Pion noir sur case blanche e6 · Dame blanche sur case blanche g6 · Pion noir sur case noire h6 · Pion noir sur case blanche d5 · Pion noir sur case blanche f5 · Tour blanche sur case blanche c4 · Cavalier blanc sur case noire d4 · Pion blanc sur case noire a3 · Cavalier blanc sur case noire c3 · Roi noir sur case noire e3 · Pion blanc sur case noire g3 · Pion noir sur case blanche a2 · Pion blanc sur case blanche e2 · Cavalier noir sur case noire h2 · Fou noir sur case blanche b1 · Fou blanc sur case noire e1 | Fou noir sur case noire f8 · Dame noire sur case blanche g8 · Roi blanc sur case blanche d7 · Pion noir sur case noire e7 · Pion noir sur case noire g7 · Pion noir sur case blanche e6 · Dame blanche sur case blanche g6 · Pion noir sur case noire h6 · Pion noir sur case blanche d5 · Pion noir sur case blanche f5 · Tour blanche sur case blanche c4 · Cavalier blanc sur case noire d4 · Pion blanc sur case noire a3 · Cavalier blanc sur case noire c3 · Roi noir sur case noire e3 · Pion blanc sur case noire g3 · Pion noir sur case blanche a2 · Pion blanc sur case blanche e2 · Cavalier noir sur case noire h2 · Fou noir sur case blanche b1 · Fou blanc sur case noire e1 | 8 |
| 7 | Fou noir sur case noire f8 · Dame noire sur case blanche g8 · Roi blanc sur case blanche d7 · Pion noir sur case noire e7 · Pion noir sur case noire g7 · Pion noir sur case blanche e6 · Dame blanche sur case blanche g6 · Pion noir sur case noire h6 · Pion noir sur case blanche d5 · Pion noir sur case blanche f5 · Tour blanche sur case blanche c4 · Cavalier blanc sur case noire d4 · Pion blanc sur case noire a3 · Cavalier blanc sur case noire c3 · Roi noir sur case noire e3 · Pion blanc sur case noire g3 · Pion noir sur case blanche a2 · Pion blanc sur case blanche e2 · Cavalier noir sur case noire h2 · Fou noir sur case blanche b1 · Fou blanc sur case noire e1 | Fou noir sur case noire f8 · Dame noire sur case blanche g8 · Roi blanc sur case blanche d7 · Pion noir sur case noire e7 · Pion noir sur case noire g7 · Pion noir sur case blanche e6 · Dame blanche sur case blanche g6 · Pion noir sur case noire h6 · Pion noir sur case blanche d5 · Pion noir sur case blanche f5 · Tour blanche sur case blanche c4 · Cavalier blanc sur case noire d4 · Pion blanc sur case noire a3 · Cavalier blanc sur case noire c3 · Roi noir sur case noire e3 · Pion blanc sur case noire g3 · Pion noir sur case blanche a2 · Pion blanc sur case blanche e2 · Cavalier noir sur case noire h2 · Fou noir sur case blanche b1 · Fou blanc sur case noire e1 | Fou noir sur case noire f8 · Dame noire sur case blanche g8 · Roi blanc sur case blanche d7 · Pion noir sur case noire e7 · Pion noir sur case noire g7 · Pion noir sur case blanche e6 · Dame blanche sur case blanche g6 · Pion noir sur case noire h6 · Pion noir sur case blanche d5 · Pion noir sur case blanche f5 · Tour blanche sur case blanche c4 · Cavalier blanc sur case noire d4 · Pion blanc sur case noire a3 · Cavalier blanc sur case noire c3 · Roi noir sur case noire e3 · Pion blanc sur case noire g3 · Pion noir sur case blanche a2 · Pion blanc sur case blanche e2 · Cavalier noir sur case noire h2 · Fou noir sur case blanche b1 · Fou blanc sur case noire e1 | Fou noir sur case noire f8 · Dame noire sur case blanche g8 · Roi blanc sur case blanche d7 · Pion noir sur case noire e7 · Pion noir sur case noire g7 · Pion noir sur case blanche e6 · Dame blanche sur case blanche g6 · Pion noir sur case noire h6 · Pion noir sur case blanche d5 · Pion noir sur case blanche f5 · Tour blanche sur case blanche c4 · Cavalier blanc sur case noire d4 · Pion blanc sur case noire a3 · Cavalier blanc sur case noire c3 · Roi noir sur case noire e3 · Pion blanc sur case noire g3 · Pion noir sur case blanche a2 · Pion blanc sur case blanche e2 · Cavalier noir sur case noire h2 · Fou noir sur case blanche b1 · Fou blanc sur case noire e1 | Fou noir sur case noire f8 · Dame noire sur case blanche g8 · Roi blanc sur case blanche d7 · Pion noir sur case noire e7 · Pion noir sur case noire g7 · Pion noir sur case blanche e6 · Dame blanche sur case blanche g6 · Pion noir sur case noire h6 · Pion noir sur case blanche d5 · Pion noir sur case blanche f5 · Tour blanche sur case blanche c4 · Cavalier blanc sur case noire d4 · Pion blanc sur case noire a3 · Cavalier blanc sur case noire c3 · Roi noir sur case noire e3 · Pion blanc sur case noire g3 · Pion noir sur case blanche a2 · Pion blanc sur case blanche e2 · Cavalier noir sur case noire h2 · Fou noir sur case blanche b1 · Fou blanc sur case noire e1 | Fou noir sur case noire f8 · Dame noire sur case blanche g8 · Roi blanc sur case blanche d7 · Pion noir sur case noire e7 · Pion noir sur case noire g7 · Pion noir sur case blanche e6 · Dame blanche sur case blanche g6 · Pion noir sur case noire h6 · Pion noir sur case blanche d5 · Pion noir sur case blanche f5 · Tour blanche sur case blanche c4 · Cavalier blanc sur case noire d4 · Pion blanc sur case noire a3 · Cavalier blanc sur case noire c3 · Roi noir sur case noire e3 · Pion blanc sur case noire g3 · Pion noir sur case blanche a2 · Pion blanc sur case blanche e2 · Cavalier noir sur case noire h2 · Fou noir sur case blanche b1 · Fou blanc sur case noire e1 | Fou noir sur case noire f8 · Dame noire sur case blanche g8 · Roi blanc sur case blanche d7 · Pion noir sur case noire e7 · Pion noir sur case noire g7 · Pion noir sur case blanche e6 · Dame blanche sur case blanche g6 · Pion noir sur case noire h6 · Pion noir sur case blanche d5 · Pion noir sur case blanche f5 · Tour blanche sur case blanche c4 · Cavalier blanc sur case noire d4 · Pion blanc sur case noire a3 · Cavalier blanc sur case noire c3 · Roi noir sur case noire e3 · Pion blanc sur case noire g3 · Pion noir sur case blanche a2 · Pion blanc sur case blanche e2 · Cavalier noir sur case noire h2 · Fou noir sur case blanche b1 · Fou blanc sur case noire e1 | Fou noir sur case noire f8 · Dame noire sur case blanche g8 · Roi blanc sur case blanche d7 · Pion noir sur case noire e7 · Pion noir sur case noire g7 · Pion noir sur case blanche e6 · Dame blanche sur case blanche g6 · Pion noir sur case noire h6 · Pion noir sur case blanche d5 · Pion noir sur case blanche f5 · Tour blanche sur case blanche c4 · Cavalier blanc sur case noire d4 · Pion blanc sur case noire a3 · Cavalier blanc sur case noire c3 · Roi noir sur case noire e3 · Pion blanc sur case noire g3 · Pion noir sur case blanche a2 · Pion blanc sur case blanche e2 · Cavalier noir sur case noire h2 · Fou noir sur case blanche b1 · Fou blanc sur case noire e1 | 7 |
| 6 | Fou noir sur case noire f8 · Dame noire sur case blanche g8 · Roi blanc sur case blanche d7 · Pion noir sur case noire e7 · Pion noir sur case noire g7 · Pion noir sur case blanche e6 · Dame blanche sur case blanche g6 · Pion noir sur case noire h6 · Pion noir sur case blanche d5 · Pion noir sur case blanche f5 · Tour blanche sur case blanche c4 · Cavalier blanc sur case noire d4 · Pion blanc sur case noire a3 · Cavalier blanc sur case noire c3 · Roi noir sur case noire e3 · Pion blanc sur case noire g3 · Pion noir sur case blanche a2 · Pion blanc sur case blanche e2 · Cavalier noir sur case noire h2 · Fou noir sur case blanche b1 · Fou blanc sur case noire e1 | Fou noir sur case noire f8 · Dame noire sur case blanche g8 · Roi blanc sur case blanche d7 · Pion noir sur case noire e7 · Pion noir sur case noire g7 · Pion noir sur case blanche e6 · Dame blanche sur case blanche g6 · Pion noir sur case noire h6 · Pion noir sur case blanche d5 · Pion noir sur case blanche f5 · Tour blanche sur case blanche c4 · Cavalier blanc sur case noire d4 · Pion blanc sur case noire a3 · Cavalier blanc sur case noire c3 · Roi noir sur case noire e3 · Pion blanc sur case noire g3 · Pion noir sur case blanche a2 · Pion blanc sur case blanche e2 · Cavalier noir sur case noire h2 · Fou noir sur case blanche b1 · Fou blanc sur case noire e1 | Fou noir sur case noire f8 · Dame noire sur case blanche g8 · Roi blanc sur case blanche d7 · Pion noir sur case noire e7 · Pion noir sur case noire g7 · Pion noir sur case blanche e6 · Dame blanche sur case blanche g6 · Pion noir sur case noire h6 · Pion noir sur case blanche d5 · Pion noir sur case blanche f5 · Tour blanche sur case blanche c4 · Cavalier blanc sur case noire d4 · Pion blanc sur case noire a3 · Cavalier blanc sur case noire c3 · Roi noir sur case noire e3 · Pion blanc sur case noire g3 · Pion noir sur case blanche a2 · Pion blanc sur case blanche e2 · Cavalier noir sur case noire h2 · Fou noir sur case blanche b1 · Fou blanc sur case noire e1 | Fou noir sur case noire f8 · Dame noire sur case blanche g8 · Roi blanc sur case blanche d7 · Pion noir sur case noire e7 · Pion noir sur case noire g7 · Pion noir sur case blanche e6 · Dame blanche sur case blanche g6 · Pion noir sur case noire h6 · Pion noir sur case blanche d5 · Pion noir sur case blanche f5 · Tour blanche sur case blanche c4 · Cavalier blanc sur case noire d4 · Pion blanc sur case noire a3 · Cavalier blanc sur case noire c3 · Roi noir sur case noire e3 · Pion blanc sur case noire g3 · Pion noir sur case blanche a2 · Pion blanc sur case blanche e2 · Cavalier noir sur case noire h2 · Fou noir sur case blanche b1 · Fou blanc sur case noire e1 | Fou noir sur case noire f8 · Dame noire sur case blanche g8 · Roi blanc sur case blanche d7 · Pion noir sur case noire e7 · Pion noir sur case noire g7 · Pion noir sur case blanche e6 · Dame blanche sur case blanche g6 · Pion noir sur case noire h6 · Pion noir sur case blanche d5 · Pion noir sur case blanche f5 · Tour blanche sur case blanche c4 · Cavalier blanc sur case noire d4 · Pion blanc sur case noire a3 · Cavalier blanc sur case noire c3 · Roi noir sur case noire e3 · Pion blanc sur case noire g3 · Pion noir sur case blanche a2 · Pion blanc sur case blanche e2 · Cavalier noir sur case noire h2 · Fou noir sur case blanche b1 · Fou blanc sur case noire e1 | Fou noir sur case noire f8 · Dame noire sur case blanche g8 · Roi blanc sur case blanche d7 · Pion noir sur case noire e7 · Pion noir sur case noire g7 · Pion noir sur case blanche e6 · Dame blanche sur case blanche g6 · Pion noir sur case noire h6 · Pion noir sur case blanche d5 · Pion noir sur case blanche f5 · Tour blanche sur case blanche c4 · Cavalier blanc sur case noire d4 · Pion blanc sur case noire a3 · Cavalier blanc sur case noire c3 · Roi noir sur case noire e3 · Pion blanc sur case noire g3 · Pion noir sur case blanche a2 · Pion blanc sur case blanche e2 · Cavalier noir sur case noire h2 · Fou noir sur case blanche b1 · Fou blanc sur case noire e1 | Fou noir sur case noire f8 · Dame noire sur case blanche g8 · Roi blanc sur case blanche d7 · Pion noir sur case noire e7 · Pion noir sur case noire g7 · Pion noir sur case blanche e6 · Dame blanche sur case blanche g6 · Pion noir sur case noire h6 · Pion noir sur case blanche d5 · Pion noir sur case blanche f5 · Tour blanche sur case blanche c4 · Cavalier blanc sur case noire d4 · Pion blanc sur case noire a3 · Cavalier blanc sur case noire c3 · Roi noir sur case noire e3 · Pion blanc sur case noire g3 · Pion noir sur case blanche a2 · Pion blanc sur case blanche e2 · Cavalier noir sur case noire h2 · Fou noir sur case blanche b1 · Fou blanc sur case noire e1 | Fou noir sur case noire f8 · Dame noire sur case blanche g8 · Roi blanc sur case blanche d7 · Pion noir sur case noire e7 · Pion noir sur case noire g7 · Pion noir sur case blanche e6 · Dame blanche sur case blanche g6 · Pion noir sur case noire h6 · Pion noir sur case blanche d5 · Pion noir sur case blanche f5 · Tour blanche sur case blanche c4 · Cavalier blanc sur case noire d4 · Pion blanc sur case noire a3 · Cavalier blanc sur case noire c3 · Roi noir sur case noire e3 · Pion blanc sur case noire g3 · Pion noir sur case blanche a2 · Pion blanc sur case blanche e2 · Cavalier noir sur case noire h2 · Fou noir sur case blanche b1 · Fou blanc sur case noire e1 | 6 |
| 5 | Fou noir sur case noire f8 · Dame noire sur case blanche g8 · Roi blanc sur case blanche d7 · Pion noir sur case noire e7 · Pion noir sur case noire g7 · Pion noir sur case blanche e6 · Dame blanche sur case blanche g6 · Pion noir sur case noire h6 · Pion noir sur case blanche d5 · Pion noir sur case blanche f5 · Tour blanche sur case blanche c4 · Cavalier blanc sur case noire d4 · Pion blanc sur case noire a3 · Cavalier blanc sur case noire c3 · Roi noir sur case noire e3 · Pion blanc sur case noire g3 · Pion noir sur case blanche a2 · Pion blanc sur case blanche e2 · Cavalier noir sur case noire h2 · Fou noir sur case blanche b1 · Fou blanc sur case noire e1 | Fou noir sur case noire f8 · Dame noire sur case blanche g8 · Roi blanc sur case blanche d7 · Pion noir sur case noire e7 · Pion noir sur case noire g7 · Pion noir sur case blanche e6 · Dame blanche sur case blanche g6 · Pion noir sur case noire h6 · Pion noir sur case blanche d5 · Pion noir sur case blanche f5 · Tour blanche sur case blanche c4 · Cavalier blanc sur case noire d4 · Pion blanc sur case noire a3 · Cavalier blanc sur case noire c3 · Roi noir sur case noire e3 · Pion blanc sur case noire g3 · Pion noir sur case blanche a2 · Pion blanc sur case blanche e2 · Cavalier noir sur case noire h2 · Fou noir sur case blanche b1 · Fou blanc sur case noire e1 | Fou noir sur case noire f8 · Dame noire sur case blanche g8 · Roi blanc sur case blanche d7 · Pion noir sur case noire e7 · Pion noir sur case noire g7 · Pion noir sur case blanche e6 · Dame blanche sur case blanche g6 · Pion noir sur case noire h6 · Pion noir sur case blanche d5 · Pion noir sur case blanche f5 · Tour blanche sur case blanche c4 · Cavalier blanc sur case noire d4 · Pion blanc sur case noire a3 · Cavalier blanc sur case noire c3 · Roi noir sur case noire e3 · Pion blanc sur case noire g3 · Pion noir sur case blanche a2 · Pion blanc sur case blanche e2 · Cavalier noir sur case noire h2 · Fou noir sur case blanche b1 · Fou blanc sur case noire e1 | Fou noir sur case noire f8 · Dame noire sur case blanche g8 · Roi blanc sur case blanche d7 · Pion noir sur case noire e7 · Pion noir sur case noire g7 · Pion noir sur case blanche e6 · Dame blanche sur case blanche g6 · Pion noir sur case noire h6 · Pion noir sur case blanche d5 · Pion noir sur case blanche f5 · Tour blanche sur case blanche c4 · Cavalier blanc sur case noire d4 · Pion blanc sur case noire a3 · Cavalier blanc sur case noire c3 · Roi noir sur case noire e3 · Pion blanc sur case noire g3 · Pion noir sur case blanche a2 · Pion blanc sur case blanche e2 · Cavalier noir sur case noire h2 · Fou noir sur case blanche b1 · Fou blanc sur case noire e1 | Fou noir sur case noire f8 · Dame noire sur case blanche g8 · Roi blanc sur case blanche d7 · Pion noir sur case noire e7 · Pion noir sur case noire g7 · Pion noir sur case blanche e6 · Dame blanche sur case blanche g6 · Pion noir sur case noire h6 · Pion noir sur case blanche d5 · Pion noir sur case blanche f5 · Tour blanche sur case blanche c4 · Cavalier blanc sur case noire d4 · Pion blanc sur case noire a3 · Cavalier blanc sur case noire c3 · Roi noir sur case noire e3 · Pion blanc sur case noire g3 · Pion noir sur case blanche a2 · Pion blanc sur case blanche e2 · Cavalier noir sur case noire h2 · Fou noir sur case blanche b1 · Fou blanc sur case noire e1 | Fou noir sur case noire f8 · Dame noire sur case blanche g8 · Roi blanc sur case blanche d7 · Pion noir sur case noire e7 · Pion noir sur case noire g7 · Pion noir sur case blanche e6 · Dame blanche sur case blanche g6 · Pion noir sur case noire h6 · Pion noir sur case blanche d5 · Pion noir sur case blanche f5 · Tour blanche sur case blanche c4 · Cavalier blanc sur case noire d4 · Pion blanc sur case noire a3 · Cavalier blanc sur case noire c3 · Roi noir sur case noire e3 · Pion blanc sur case noire g3 · Pion noir sur case blanche a2 · Pion blanc sur case blanche e2 · Cavalier noir sur case noire h2 · Fou noir sur case blanche b1 · Fou blanc sur case noire e1 | Fou noir sur case noire f8 · Dame noire sur case blanche g8 · Roi blanc sur case blanche d7 · Pion noir sur case noire e7 · Pion noir sur case noire g7 · Pion noir sur case blanche e6 · Dame blanche sur case blanche g6 · Pion noir sur case noire h6 · Pion noir sur case blanche d5 · Pion noir sur case blanche f5 · Tour blanche sur case blanche c4 · Cavalier blanc sur case noire d4 · Pion blanc sur case noire a3 · Cavalier blanc sur case noire c3 · Roi noir sur case noire e3 · Pion blanc sur case noire g3 · Pion noir sur case blanche a2 · Pion blanc sur case blanche e2 · Cavalier noir sur case noire h2 · Fou noir sur case blanche b1 · Fou blanc sur case noire e1 | Fou noir sur case noire f8 · Dame noire sur case blanche g8 · Roi blanc sur case blanche d7 · Pion noir sur case noire e7 · Pion noir sur case noire g7 · Pion noir sur case blanche e6 · Dame blanche sur case blanche g6 · Pion noir sur case noire h6 · Pion noir sur case blanche d5 · Pion noir sur case blanche f5 · Tour blanche sur case blanche c4 · Cavalier blanc sur case noire d4 · Pion blanc sur case noire a3 · Cavalier blanc sur case noire c3 · Roi noir sur case noire e3 · Pion blanc sur case noire g3 · Pion noir sur case blanche a2 · Pion blanc sur case blanche e2 · Cavalier noir sur case noire h2 · Fou noir sur case blanche b1 · Fou blanc sur case noire e1 | 5 |
| 4 | Fou noir sur case noire f8 · Dame noire sur case blanche g8 · Roi blanc sur case blanche d7 · Pion noir sur case noire e7 · Pion noir sur case noire g7 · Pion noir sur case blanche e6 · Dame blanche sur case blanche g6 · Pion noir sur case noire h6 · Pion noir sur case blanche d5 · Pion noir sur case blanche f5 · Tour blanche sur case blanche c4 · Cavalier blanc sur case noire d4 · Pion blanc sur case noire a3 · Cavalier blanc sur case noire c3 · Roi noir sur case noire e3 · Pion blanc sur case noire g3 · Pion noir sur case blanche a2 · Pion blanc sur case blanche e2 · Cavalier noir sur case noire h2 · Fou noir sur case blanche b1 · Fou blanc sur case noire e1 | Fou noir sur case noire f8 · Dame noire sur case blanche g8 · Roi blanc sur case blanche d7 · Pion noir sur case noire e7 · Pion noir sur case noire g7 · Pion noir sur case blanche e6 · Dame blanche sur case blanche g6 · Pion noir sur case noire h6 · Pion noir sur case blanche d5 · Pion noir sur case blanche f5 · Tour blanche sur case blanche c4 · Cavalier blanc sur case noire d4 · Pion blanc sur case noire a3 · Cavalier blanc sur case noire c3 · Roi noir sur case noire e3 · Pion blanc sur case noire g3 · Pion noir sur case blanche a2 · Pion blanc sur case blanche e2 · Cavalier noir sur case noire h2 · Fou noir sur case blanche b1 · Fou blanc sur case noire e1 | Fou noir sur case noire f8 · Dame noire sur case blanche g8 · Roi blanc sur case blanche d7 · Pion noir sur case noire e7 · Pion noir sur case noire g7 · Pion noir sur case blanche e6 · Dame blanche sur case blanche g6 · Pion noir sur case noire h6 · Pion noir sur case blanche d5 · Pion noir sur case blanche f5 · Tour blanche sur case blanche c4 · Cavalier blanc sur case noire d4 · Pion blanc sur case noire a3 · Cavalier blanc sur case noire c3 · Roi noir sur case noire e3 · Pion blanc sur case noire g3 · Pion noir sur case blanche a2 · Pion blanc sur case blanche e2 · Cavalier noir sur case noire h2 · Fou noir sur case blanche b1 · Fou blanc sur case noire e1 | Fou noir sur case noire f8 · Dame noire sur case blanche g8 · Roi blanc sur case blanche d7 · Pion noir sur case noire e7 · Pion noir sur case noire g7 · Pion noir sur case blanche e6 · Dame blanche sur case blanche g6 · Pion noir sur case noire h6 · Pion noir sur case blanche d5 · Pion noir sur case blanche f5 · Tour blanche sur case blanche c4 · Cavalier blanc sur case noire d4 · Pion blanc sur case noire a3 · Cavalier blanc sur case noire c3 · Roi noir sur case noire e3 · Pion blanc sur case noire g3 · Pion noir sur case blanche a2 · Pion blanc sur case blanche e2 · Cavalier noir sur case noire h2 · Fou noir sur case blanche b1 · Fou blanc sur case noire e1 | Fou noir sur case noire f8 · Dame noire sur case blanche g8 · Roi blanc sur case blanche d7 · Pion noir sur case noire e7 · Pion noir sur case noire g7 · Pion noir sur case blanche e6 · Dame blanche sur case blanche g6 · Pion noir sur case noire h6 · Pion noir sur case blanche d5 · Pion noir sur case blanche f5 · Tour blanche sur case blanche c4 · Cavalier blanc sur case noire d4 · Pion blanc sur case noire a3 · Cavalier blanc sur case noire c3 · Roi noir sur case noire e3 · Pion blanc sur case noire g3 · Pion noir sur case blanche a2 · Pion blanc sur case blanche e2 · Cavalier noir sur case noire h2 · Fou noir sur case blanche b1 · Fou blanc sur case noire e1 | Fou noir sur case noire f8 · Dame noire sur case blanche g8 · Roi blanc sur case blanche d7 · Pion noir sur case noire e7 · Pion noir sur case noire g7 · Pion noir sur case blanche e6 · Dame blanche sur case blanche g6 · Pion noir sur case noire h6 · Pion noir sur case blanche d5 · Pion noir sur case blanche f5 · Tour blanche sur case blanche c4 · Cavalier blanc sur case noire d4 · Pion blanc sur case noire a3 · Cavalier blanc sur case noire c3 · Roi noir sur case noire e3 · Pion blanc sur case noire g3 · Pion noir sur case blanche a2 · Pion blanc sur case blanche e2 · Cavalier noir sur case noire h2 · Fou noir sur case blanche b1 · Fou blanc sur case noire e1 | Fou noir sur case noire f8 · Dame noire sur case blanche g8 · Roi blanc sur case blanche d7 · Pion noir sur case noire e7 · Pion noir sur case noire g7 · Pion noir sur case blanche e6 · Dame blanche sur case blanche g6 · Pion noir sur case noire h6 · Pion noir sur case blanche d5 · Pion noir sur case blanche f5 · Tour blanche sur case blanche c4 · Cavalier blanc sur case noire d4 · Pion blanc sur case noire a3 · Cavalier blanc sur case noire c3 · Roi noir sur case noire e3 · Pion blanc sur case noire g3 · Pion noir sur case blanche a2 · Pion blanc sur case blanche e2 · Cavalier noir sur case noire h2 · Fou noir sur case blanche b1 · Fou blanc sur case noire e1 | Fou noir sur case noire f8 · Dame noire sur case blanche g8 · Roi blanc sur case blanche d7 · Pion noir sur case noire e7 · Pion noir sur case noire g7 · Pion noir sur case blanche e6 · Dame blanche sur case blanche g6 · Pion noir sur case noire h6 · Pion noir sur case blanche d5 · Pion noir sur case blanche f5 · Tour blanche sur case blanche c4 · Cavalier blanc sur case noire d4 · Pion blanc sur case noire a3 · Cavalier blanc sur case noire c3 · Roi noir sur case noire e3 · Pion blanc sur case noire g3 · Pion noir sur case blanche a2 · Pion blanc sur case blanche e2 · Cavalier noir sur case noire h2 · Fou noir sur case blanche b1 · Fou blanc sur case noire e1 | 4 |
| 3 | Fou noir sur case noire f8 · Dame noire sur case blanche g8 · Roi blanc sur case blanche d7 · Pion noir sur case noire e7 · Pion noir sur case noire g7 · Pion noir sur case blanche e6 · Dame blanche sur case blanche g6 · Pion noir sur case noire h6 · Pion noir sur case blanche d5 · Pion noir sur case blanche f5 · Tour blanche sur case blanche c4 · Cavalier blanc sur case noire d4 · Pion blanc sur case noire a3 · Cavalier blanc sur case noire c3 · Roi noir sur case noire e3 · Pion blanc sur case noire g3 · Pion noir sur case blanche a2 · Pion blanc sur case blanche e2 · Cavalier noir sur case noire h2 · Fou noir sur case blanche b1 · Fou blanc sur case noire e1 | Fou noir sur case noire f8 · Dame noire sur case blanche g8 · Roi blanc sur case blanche d7 · Pion noir sur case noire e7 · Pion noir sur case noire g7 · Pion noir sur case blanche e6 · Dame blanche sur case blanche g6 · Pion noir sur case noire h6 · Pion noir sur case blanche d5 · Pion noir sur case blanche f5 · Tour blanche sur case blanche c4 · Cavalier blanc sur case noire d4 · Pion blanc sur case noire a3 · Cavalier blanc sur case noire c3 · Roi noir sur case noire e3 · Pion blanc sur case noire g3 · Pion noir sur case blanche a2 · Pion blanc sur case blanche e2 · Cavalier noir sur case noire h2 · Fou noir sur case blanche b1 · Fou blanc sur case noire e1 | Fou noir sur case noire f8 · Dame noire sur case blanche g8 · Roi blanc sur case blanche d7 · Pion noir sur case noire e7 · Pion noir sur case noire g7 · Pion noir sur case blanche e6 · Dame blanche sur case blanche g6 · Pion noir sur case noire h6 · Pion noir sur case blanche d5 · Pion noir sur case blanche f5 · Tour blanche sur case blanche c4 · Cavalier blanc sur case noire d4 · Pion blanc sur case noire a3 · Cavalier blanc sur case noire c3 · Roi noir sur case noire e3 · Pion blanc sur case noire g3 · Pion noir sur case blanche a2 · Pion blanc sur case blanche e2 · Cavalier noir sur case noire h2 · Fou noir sur case blanche b1 · Fou blanc sur case noire e1 | Fou noir sur case noire f8 · Dame noire sur case blanche g8 · Roi blanc sur case blanche d7 · Pion noir sur case noire e7 · Pion noir sur case noire g7 · Pion noir sur case blanche e6 · Dame blanche sur case blanche g6 · Pion noir sur case noire h6 · Pion noir sur case blanche d5 · Pion noir sur case blanche f5 · Tour blanche sur case blanche c4 · Cavalier blanc sur case noire d4 · Pion blanc sur case noire a3 · Cavalier blanc sur case noire c3 · Roi noir sur case noire e3 · Pion blanc sur case noire g3 · Pion noir sur case blanche a2 · Pion blanc sur case blanche e2 · Cavalier noir sur case noire h2 · Fou noir sur case blanche b1 · Fou blanc sur case noire e1 | Fou noir sur case noire f8 · Dame noire sur case blanche g8 · Roi blanc sur case blanche d7 · Pion noir sur case noire e7 · Pion noir sur case noire g7 · Pion noir sur case blanche e6 · Dame blanche sur case blanche g6 · Pion noir sur case noire h6 · Pion noir sur case blanche d5 · Pion noir sur case blanche f5 · Tour blanche sur case blanche c4 · Cavalier blanc sur case noire d4 · Pion blanc sur case noire a3 · Cavalier blanc sur case noire c3 · Roi noir sur case noire e3 · Pion blanc sur case noire g3 · Pion noir sur case blanche a2 · Pion blanc sur case blanche e2 · Cavalier noir sur case noire h2 · Fou noir sur case blanche b1 · Fou blanc sur case noire e1 | Fou noir sur case noire f8 · Dame noire sur case blanche g8 · Roi blanc sur case blanche d7 · Pion noir sur case noire e7 · Pion noir sur case noire g7 · Pion noir sur case blanche e6 · Dame blanche sur case blanche g6 · Pion noir sur case noire h6 · Pion noir sur case blanche d5 · Pion noir sur case blanche f5 · Tour blanche sur case blanche c4 · Cavalier blanc sur case noire d4 · Pion blanc sur case noire a3 · Cavalier blanc sur case noire c3 · Roi noir sur case noire e3 · Pion blanc sur case noire g3 · Pion noir sur case blanche a2 · Pion blanc sur case blanche e2 · Cavalier noir sur case noire h2 · Fou noir sur case blanche b1 · Fou blanc sur case noire e1 | Fou noir sur case noire f8 · Dame noire sur case blanche g8 · Roi blanc sur case blanche d7 · Pion noir sur case noire e7 · Pion noir sur case noire g7 · Pion noir sur case blanche e6 · Dame blanche sur case blanche g6 · Pion noir sur case noire h6 · Pion noir sur case blanche d5 · Pion noir sur case blanche f5 · Tour blanche sur case blanche c4 · Cavalier blanc sur case noire d4 · Pion blanc sur case noire a3 · Cavalier blanc sur case noire c3 · Roi noir sur case noire e3 · Pion blanc sur case noire g3 · Pion noir sur case blanche a2 · Pion blanc sur case blanche e2 · Cavalier noir sur case noire h2 · Fou noir sur case blanche b1 · Fou blanc sur case noire e1 | Fou noir sur case noire f8 · Dame noire sur case blanche g8 · Roi blanc sur case blanche d7 · Pion noir sur case noire e7 · Pion noir sur case noire g7 · Pion noir sur case blanche e6 · Dame blanche sur case blanche g6 · Pion noir sur case noire h6 · Pion noir sur case blanche d5 · Pion noir sur case blanche f5 · Tour blanche sur case blanche c4 · Cavalier blanc sur case noire d4 · Pion blanc sur case noire a3 · Cavalier blanc sur case noire c3 · Roi noir sur case noire e3 · Pion blanc sur case noire g3 · Pion noir sur case blanche a2 · Pion blanc sur case blanche e2 · Cavalier noir sur case noire h2 · Fou noir sur case blanche b1 · Fou blanc sur case noire e1 | 3 |
| 2 | Fou noir sur case noire f8 · Dame noire sur case blanche g8 · Roi blanc sur case blanche d7 · Pion noir sur case noire e7 · Pion noir sur case noire g7 · Pion noir sur case blanche e6 · Dame blanche sur case blanche g6 · Pion noir sur case noire h6 · Pion noir sur case blanche d5 · Pion noir sur case blanche f5 · Tour blanche sur case blanche c4 · Cavalier blanc sur case noire d4 · Pion blanc sur case noire a3 · Cavalier blanc sur case noire c3 · Roi noir sur case noire e3 · Pion blanc sur case noire g3 · Pion noir sur case blanche a2 · Pion blanc sur case blanche e2 · Cavalier noir sur case noire h2 · Fou noir sur case blanche b1 · Fou blanc sur case noire e1 | Fou noir sur case noire f8 · Dame noire sur case blanche g8 · Roi blanc sur case blanche d7 · Pion noir sur case noire e7 · Pion noir sur case noire g7 · Pion noir sur case blanche e6 · Dame blanche sur case blanche g6 · Pion noir sur case noire h6 · Pion noir sur case blanche d5 · Pion noir sur case blanche f5 · Tour blanche sur case blanche c4 · Cavalier blanc sur case noire d4 · Pion blanc sur case noire a3 · Cavalier blanc sur case noire c3 · Roi noir sur case noire e3 · Pion blanc sur case noire g3 · Pion noir sur case blanche a2 · Pion blanc sur case blanche e2 · Cavalier noir sur case noire h2 · Fou noir sur case blanche b1 · Fou blanc sur case noire e1 | Fou noir sur case noire f8 · Dame noire sur case blanche g8 · Roi blanc sur case blanche d7 · Pion noir sur case noire e7 · Pion noir sur case noire g7 · Pion noir sur case blanche e6 · Dame blanche sur case blanche g6 · Pion noir sur case noire h6 · Pion noir sur case blanche d5 · Pion noir sur case blanche f5 · Tour blanche sur case blanche c4 · Cavalier blanc sur case noire d4 · Pion blanc sur case noire a3 · Cavalier blanc sur case noire c3 · Roi noir sur case noire e3 · Pion blanc sur case noire g3 · Pion noir sur case blanche a2 · Pion blanc sur case blanche e2 · Cavalier noir sur case noire h2 · Fou noir sur case blanche b1 · Fou blanc sur case noire e1 | Fou noir sur case noire f8 · Dame noire sur case blanche g8 · Roi blanc sur case blanche d7 · Pion noir sur case noire e7 · Pion noir sur case noire g7 · Pion noir sur case blanche e6 · Dame blanche sur case blanche g6 · Pion noir sur case noire h6 · Pion noir sur case blanche d5 · Pion noir sur case blanche f5 · Tour blanche sur case blanche c4 · Cavalier blanc sur case noire d4 · Pion blanc sur case noire a3 · Cavalier blanc sur case noire c3 · Roi noir sur case noire e3 · Pion blanc sur case noire g3 · Pion noir sur case blanche a2 · Pion blanc sur case blanche e2 · Cavalier noir sur case noire h2 · Fou noir sur case blanche b1 · Fou blanc sur case noire e1 | Fou noir sur case noire f8 · Dame noire sur case blanche g8 · Roi blanc sur case blanche d7 · Pion noir sur case noire e7 · Pion noir sur case noire g7 · Pion noir sur case blanche e6 · Dame blanche sur case blanche g6 · Pion noir sur case noire h6 · Pion noir sur case blanche d5 · Pion noir sur case blanche f5 · Tour blanche sur case blanche c4 · Cavalier blanc sur case noire d4 · Pion blanc sur case noire a3 · Cavalier blanc sur case noire c3 · Roi noir sur case noire e3 · Pion blanc sur case noire g3 · Pion noir sur case blanche a2 · Pion blanc sur case blanche e2 · Cavalier noir sur case noire h2 · Fou noir sur case blanche b1 · Fou blanc sur case noire e1 | Fou noir sur case noire f8 · Dame noire sur case blanche g8 · Roi blanc sur case blanche d7 · Pion noir sur case noire e7 · Pion noir sur case noire g7 · Pion noir sur case blanche e6 · Dame blanche sur case blanche g6 · Pion noir sur case noire h6 · Pion noir sur case blanche d5 · Pion noir sur case blanche f5 · Tour blanche sur case blanche c4 · Cavalier blanc sur case noire d4 · Pion blanc sur case noire a3 · Cavalier blanc sur case noire c3 · Roi noir sur case noire e3 · Pion blanc sur case noire g3 · Pion noir sur case blanche a2 · Pion blanc sur case blanche e2 · Cavalier noir sur case noire h2 · Fou noir sur case blanche b1 · Fou blanc sur case noire e1 | Fou noir sur case noire f8 · Dame noire sur case blanche g8 · Roi blanc sur case blanche d7 · Pion noir sur case noire e7 · Pion noir sur case noire g7 · Pion noir sur case blanche e6 · Dame blanche sur case blanche g6 · Pion noir sur case noire h6 · Pion noir sur case blanche d5 · Pion noir sur case blanche f5 · Tour blanche sur case blanche c4 · Cavalier blanc sur case noire d4 · Pion blanc sur case noire a3 · Cavalier blanc sur case noire c3 · Roi noir sur case noire e3 · Pion blanc sur case noire g3 · Pion noir sur case blanche a2 · Pion blanc sur case blanche e2 · Cavalier noir sur case noire h2 · Fou noir sur case blanche b1 · Fou blanc sur case noire e1 | Fou noir sur case noire f8 · Dame noire sur case blanche g8 · Roi blanc sur case blanche d7 · Pion noir sur case noire e7 · Pion noir sur case noire g7 · Pion noir sur case blanche e6 · Dame blanche sur case blanche g6 · Pion noir sur case noire h6 · Pion noir sur case blanche d5 · Pion noir sur case blanche f5 · Tour blanche sur case blanche c4 · Cavalier blanc sur case noire d4 · Pion blanc sur case noire a3 · Cavalier blanc sur case noire c3 · Roi noir sur case noire e3 · Pion blanc sur case noire g3 · Pion noir sur case blanche a2 · Pion blanc sur case blanche e2 · Cavalier noir sur case noire h2 · Fou noir sur case blanche b1 · Fou blanc sur case noire e1 | 2 |
| 1 | Fou noir sur case noire f8 · Dame noire sur case blanche g8 · Roi blanc sur case blanche d7 · Pion noir sur case noire e7 · Pion noir sur case noire g7 · Pion noir sur case blanche e6 · Dame blanche sur case blanche g6 · Pion noir sur case noire h6 · Pion noir sur case blanche d5 · Pion noir sur case blanche f5 · Tour blanche sur case blanche c4 · Cavalier blanc sur case noire d4 · Pion blanc sur case noire a3 · Cavalier blanc sur case noire c3 · Roi noir sur case noire e3 · Pion blanc sur case noire g3 · Pion noir sur case blanche a2 · Pion blanc sur case blanche e2 · Cavalier noir sur case noire h2 · Fou noir sur case blanche b1 · Fou blanc sur case noire e1 | Fou noir sur case noire f8 · Dame noire sur case blanche g8 · Roi blanc sur case blanche d7 · Pion noir sur case noire e7 · Pion noir sur case noire g7 · Pion noir sur case blanche e6 · Dame blanche sur case blanche g6 · Pion noir sur case noire h6 · Pion noir sur case blanche d5 · Pion noir sur case blanche f5 · Tour blanche sur case blanche c4 · Cavalier blanc sur case noire d4 · Pion blanc sur case noire a3 · Cavalier blanc sur case noire c3 · Roi noir sur case noire e3 · Pion blanc sur case noire g3 · Pion noir sur case blanche a2 · Pion blanc sur case blanche e2 · Cavalier noir sur case noire h2 · Fou noir sur case blanche b1 · Fou blanc sur case noire e1 | Fou noir sur case noire f8 · Dame noire sur case blanche g8 · Roi blanc sur case blanche d7 · Pion noir sur case noire e7 · Pion noir sur case noire g7 · Pion noir sur case blanche e6 · Dame blanche sur case blanche g6 · Pion noir sur case noire h6 · Pion noir sur case blanche d5 · Pion noir sur case blanche f5 · Tour blanche sur case blanche c4 · Cavalier blanc sur case noire d4 · Pion blanc sur case noire a3 · Cavalier blanc sur case noire c3 · Roi noir sur case noire e3 · Pion blanc sur case noire g3 · Pion noir sur case blanche a2 · Pion blanc sur case blanche e2 · Cavalier noir sur case noire h2 · Fou noir sur case blanche b1 · Fou blanc sur case noire e1 | Fou noir sur case noire f8 · Dame noire sur case blanche g8 · Roi blanc sur case blanche d7 · Pion noir sur case noire e7 · Pion noir sur case noire g7 · Pion noir sur case blanche e6 · Dame blanche sur case blanche g6 · Pion noir sur case noire h6 · Pion noir sur case blanche d5 · Pion noir sur case blanche f5 · Tour blanche sur case blanche c4 · Cavalier blanc sur case noire d4 · Pion blanc sur case noire a3 · Cavalier blanc sur case noire c3 · Roi noir sur case noire e3 · Pion blanc sur case noire g3 · Pion noir sur case blanche a2 · Pion blanc sur case blanche e2 · Cavalier noir sur case noire h2 · Fou noir sur case blanche b1 · Fou blanc sur case noire e1 | Fou noir sur case noire f8 · Dame noire sur case blanche g8 · Roi blanc sur case blanche d7 · Pion noir sur case noire e7 · Pion noir sur case noire g7 · Pion noir sur case blanche e6 · Dame blanche sur case blanche g6 · Pion noir sur case noire h6 · Pion noir sur case blanche d5 · Pion noir sur case blanche f5 · Tour blanche sur case blanche c4 · Cavalier blanc sur case noire d4 · Pion blanc sur case noire a3 · Cavalier blanc sur case noire c3 · Roi noir sur case noire e3 · Pion blanc sur case noire g3 · Pion noir sur case blanche a2 · Pion blanc sur case blanche e2 · Cavalier noir sur case noire h2 · Fou noir sur case blanche b1 · Fou blanc sur case noire e1 | Fou noir sur case noire f8 · Dame noire sur case blanche g8 · Roi blanc sur case blanche d7 · Pion noir sur case noire e7 · Pion noir sur case noire g7 · Pion noir sur case blanche e6 · Dame blanche sur case blanche g6 · Pion noir sur case noire h6 · Pion noir sur case blanche d5 · Pion noir sur case blanche f5 · Tour blanche sur case blanche c4 · Cavalier blanc sur case noire d4 · Pion blanc sur case noire a3 · Cavalier blanc sur case noire c3 · Roi noir sur case noire e3 · Pion blanc sur case noire g3 · Pion noir sur case blanche a2 · Pion blanc sur case blanche e2 · Cavalier noir sur case noire h2 · Fou noir sur case blanche b1 · Fou blanc sur case noire e1 | Fou noir sur case noire f8 · Dame noire sur case blanche g8 · Roi blanc sur case blanche d7 · Pion noir sur case noire e7 · Pion noir sur case noire g7 · Pion noir sur case blanche e6 · Dame blanche sur case blanche g6 · Pion noir sur case noire h6 · Pion noir sur case blanche d5 · Pion noir sur case blanche f5 · Tour blanche sur case blanche c4 · Cavalier blanc sur case noire d4 · Pion blanc sur case noire a3 · Cavalier blanc sur case noire c3 · Roi noir sur case noire e3 · Pion blanc sur case noire g3 · Pion noir sur case blanche a2 · Pion blanc sur case blanche e2 · Cavalier noir sur case noire h2 · Fou noir sur case blanche b1 · Fou blanc sur case noire e1 | Fou noir sur case noire f8 · Dame noire sur case blanche g8 · Roi blanc sur case blanche d7 · Pion noir sur case noire e7 · Pion noir sur case noire g7 · Pion noir sur case blanche e6 · Dame blanche sur case blanche g6 · Pion noir sur case noire h6 · Pion noir sur case blanche d5 · Pion noir sur case blanche f5 · Tour blanche sur case blanche c4 · Cavalier blanc sur case noire d4 · Pion blanc sur case noire a3 · Cavalier blanc sur case noire c3 · Roi noir sur case noire e3 · Pion blanc sur case noire g3 · Pion noir sur case blanche a2 · Pion blanc sur case blanche e2 · Cavalier noir sur case noire h2 · Fou noir sur case blanche b1 · Fou blanc sur case noire e1 | 1 |
|   | a | b | c | d | e | f | g | h |   |